# Bundesstraße 463
De Bundesstraße 463 (afkorting: B 463) is een 145 kilometer lange bundesstraße in de Duitse deelstaat Baden-Württemberg.
De weg begint in Pforzheim en loopt via Calw, Wildberg, Nagold, Horb am Neckar, Haigerloch, Balingen en Albstadt naar het noorden van Sigmaringen. De weg is 145 kilometer lang.

## Routebeschrijving
De B463 begint in de afrit Pforzheim-West aan de A8 en loopt nog met de B10 en de B294 door de stad. Er is echter een westelijke randweg langs Pforzheim gepland waarvan het eerste deel, tot aan de afrit Dietzlinger Straße in 2019 klaar moet zijn. De rest van de randweg loopt door meerdere tunnels, hiervan is de opleverdatum niet bekend.
De weg loopt verder zuidwaarts door Unterreichenbach, Bad Liebenzell, Hirsau waar de B296 aansluit. De B296/B463 lopen samen naar Calw waar de B296 westwaarts afbuigt. De B463 loop verder naar het zuiden door Bad Teinach, Wildberg, Nagold waarna ze op een kruising ten noorden van Horb am Neckar aansluit op de B14.
Vervanging
Vanaf de kruising met de B14 en afrit Empfingen is de B463  vervangen  de B14, de B32 en de A81.
Voortzetting
Vanaf afrit Empfingen A81 loopt de weg verder naar het zuidoosten en komt bij afrit Bisingen-Súd waar ze aansluit op de B27. De B27/B463 lopen samen naar de afrit Balingen-Süd waar de B463 afsplitst. De B63 loopt nog door Albstadt-Ebingen en langs Winterlingen, waarna de B463 in Sigmaringen op een kruising met de B32 eindigt.

## Geschiedenis
In 1861 werd de weg tussen Calw en Nagold opgewaardeerd naar een staatsstraße. Later kwam de weg in Baden en Württemberg te liggen, en was genummerd als de Badische Staatsstraße Nr. 158 tussen Pforzheim en Calw, de Württembergische Staatsstraße Nr. 108 bij Calow, de Nr. 103 van Calw naar Nagold en de Nr. 88 van Horb naar Haigerloch. Het deel tussen Horb en de A81 is later vervangen door de B32 en de A81.

## Toekomst
Rond Pforzheim wordt de westtangente ontwikkeld. Dit is een verbinding tussen de A8 en de B294. De planvorming hiervan begon al begin jaren '80. In juni 2012 is het eerste deel geopend, de ongelijkvloerse aansluiting op de B10. Op 20 november 2015 begon de aanleg van de tweede fase tussen de B10 en B294.

## Verkeersintensiteiten
In 2010 reden dagelijks 4.700 tot 8.900 voertuigen tussen Pforzheim en Calw, 4.400 tot 7.000 voertuigen tussen Calw en Nagold en 2.500 voertuigen verder tot Horb. Het deel vanaf de A81 tot Haigerloch telt 11.500 voertuigen, stijgend naar 28.000 voertuigen in Balingen en 10.000 tot 19.000 voertuigen tussen Balingen en Sigmaringen.